# Bertrand Odelys
Œuvres principales
- Dharamsala, Chroniques tibétaines (2003)
- Tôt le matin, je pense à Toi : (Regards sur la vie spirituelle à l'île Maurice) (2011)

Bertrand Odelys est un écrivain voyageur de langue française, cinéaste et restaurateur de livres anciens, de nationalité britannique  né à Maurice en 1946.

## Biographie
Bertrand Odelys est né à Vacoas à l’île Maurice. En 1959, il s'installe à Londres avec sa famille, où son père est chargé par la Chambre d'agriculture de l'île Maurice de représenter les intérêts de l'industrie sucrière mauricienne. Il fait ses études secondaires au Lycée français de Londres et obtient sa licence en histoire au Magdalen College à Oxford,, étudie à Vienne en Autriche au Kunsthistorisches Institut, puis à Harvard aux États-Unis, où il obtient un doctorat en histoire du cinéma sur Vertov au Fogg Art Museum. Il est spécialiste de Dziga Vertov. Il enseigne à New York, fait du cinéma à Paris et restaure des livres anciens en Grande-Bretagne, en France et en Inde.
Il voyage en Europe, en Inde, dans l’Himalaya et en Amérique. En 1994, à Dharamsala, il est invité par Gyatsho Tshering, alors directeur de la Bibliothèque des archives et des œuvres tibétaines, à restaurer des manuscrits, et se rend à plusieurs reprises dans cette ville du nord de l'Inde où réside le 14e dalaï-lama. Dans ce lieu devenu célèbre, l'écrivain a décrit des portraits de Tibétains en exil.
De 1997 à 2003, il vit et écrit à Crestone, village sanctuaire du dialogue inter-religieux au Colorado, où fut fondée la Manitou Foundation par Hanne Strong, avec qui il travaille sur un livre à propos des prophètes.
En 2004, il revient à Maurice et séjourne à l'Ermitage de la Salette à Grand Baie, chez son ami le père Jacques Brown, et fait une enquête sur les anonymes de l’île et la spiritualité mauricienne, qui sera publiée sous le titre Tôt le Matin, je pense à Toi.
Depuis 2013, il réside dans un prieuré bénédictin dans les Vosges en France où il partage la vie des moines en tant qu'écrivain.

## Ouvrages
- Dharamsala, Chroniques tibétaines, préface du dalaï-lama, Albin Michel, 2003,  (ISBN 2226142592 et 9782226142597), (ru) Дхарамсала. Тибетские хроники, 2005  (ISBN 5-89533-143-2),  (en) Don't say no to a Tibetan : Dharamsala chronicles, Library of Tibetan Works and Archives, 2010,  (ISBN 9789380359120 et 9380359128)
- Tôt le matin, je pense à Toi, éditions du Corsaire, île Maurice, 2011,  (ISBN 9789990331561 et 9990331561)
- La couleur interdite, éditions Le marronnier, 2012,  (ISBN 9789994934799 et 9994934791)